# Гусево (Первомайский район)
Гу́сево — деревня в Первомайском районе Ярославской области России. Входит в состав Пречистенского сельского поселения.

## География
Деревня находится на расстоянии 23 км к западу от рабочего посёлка Пречистое, административного центра района. Рядом также расположены несколько опустевших населённых пунктов, имеющих статус урочищ: Вахрушевка, Лебяжье, Васюково.

### Часовой пояс
Деревня Гусево, как и вся Ярославская область, находится в часовой зоне МСК (московское время). Смещение применяемого времени относительно UTC составляет +3:00.

## Население
| 2007 | 2010 |
| ---- | ---- |
| 5    | →5   |